# 豊崎 (豊見城市)

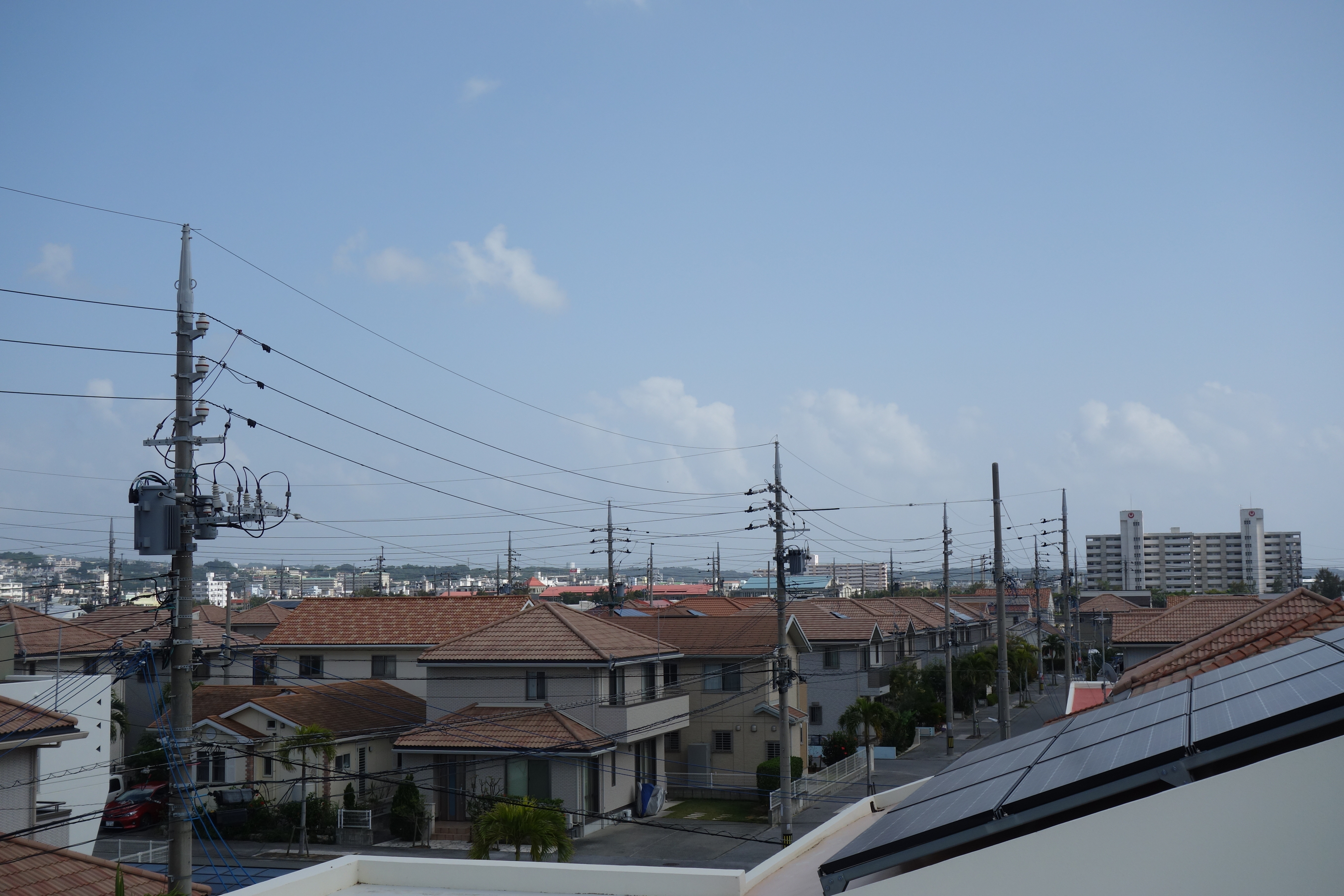
豊崎タウン　住宅街の街並み

豊崎（とよさき）は、沖縄県豊見城市の字。地番は1、3、5の3つで、2番地と4番地はない。郵便番号は901-0225。
那覇市のベッドタウンとして発展している豊見城市の中でも、特に著しく発展している地区である。

## 地理
豊見城市南西部に位置する埋め立て地である。豊崎干潟を挟んで北側に与根、東側に翁長、南側に糸満市西崎と接し、豊見城市の新しい中心地で、観光拠点でもある。

## 概要
豊見城市地先に総面積160haの壮大なスケールで誕生した”21世紀型の街”豊崎タウンは、恵まれた自然環境の中に、観光・リゾート施設、観光関連の商業施設など各種事業所が調和した新しい街づくりが進められている。
また、近年、沖縄県の空の玄関口である那覇空港及び中北部への交通アクセスが向上し、海岸部には県内最大級の人工ビーチ「美らSUNビーチ」がオープンするなど、日々発展を続ける立地特性に優れた街。
豊崎タウンは、「住み、働き、そして遊び集う街」をコンセプトに、住むエリア、働くエリア、遊ぶエリアにゾーンプランニングがなされており、街づくりが進められている。
住むエリアは、一戸建て住宅用地と集合住宅用地に区分けされており、公園も整備されている。
働くエリアは、都市開発関連用地（事業所用地、製造・物流用地）、臨空港産業用地（観光関連用地）、商業施設用地に区分けされ、企業誘致の取り組みで、多種多様な企業の立地が進んでいる。
遊ぶエリアに整備されているビーチからは、晴れた日には慶良間諸島を一望することができ、水平線に沈む夕日を楽しむことが出来る。また、護岸沿いを緑地として整備され、散歩やジョギングが楽しめる場所もある。

## 統計

### 字 豊崎の人口推移
※各年1月の集計。外国人を含んでいます。

## 沿革
- 1989年（平成元年）8月 沖縄県豊見城村は「豊見城村地先開発基本計画」を策定する
- 1997年（平成9年）7月 沖縄県知事は沖縄県土地開発公社理事長へ埋立免許を交付する
- 1997年（平成9年）8月 埋立第Ⅰ区域・第Ⅱ区域の工事に着手する
- 2000年（平成12年）2月 豊見城地先の名称が公募により「豊崎」に決定
- 2000年（平成12年）8月 埋立第Ⅲ区域の工事に着手する
- 2001年（平成13年）3月 第Ⅰ区域分譲開始
- 2002年（平成14年）4月 豊見城村が豊見城市へ昇格する
- 2002年（平成14年）12月 沖縄県初となるアウトレットモール、沖縄アウトレットモール・あしびなーが開業
- 2005年（平成17年）1月 第Ⅱ区域分譲開始
- 2007年（平成19年）3月 一般国道331号豊見城道路2車線暫定開通
- 2008年（平成20年）8月 琉球バス交通本社が那覇市牧志より移転し、豊崎営業所（本社[2]）の営業を開始

- 2008年（平成20年）12月 道の駅 豊崎が開業
- 2010年（平成22年）5月 県内最大級の人工ビーチ、豊崎美らSUNビーチがオープン
- 2011年（平成23年）1月 沖縄県警察運転免許センターが那覇市西3丁目より移転し、業務開始
- 2012年（平成24年）4月 豊崎幼稚園(現豊崎こども園)・小学校開校
- 2015年（平成27年）2月 豊見城市民体育館が完成[3]
- 2016年（平成28年）3月 一般国道331号豊見城道路4車線供用開始[4]
- 2018年（平成30年）2月 豊崎タウン分譲地が完売
- 2020年（令和2年）5月 県内初となる商業施設併設型水族館、DMMかりゆし水族館が開業[5]
- 2020年（令和2年）6月 iias沖縄豊崎が開業[6]
- 2023年（令和5年） インターコンチネンタル沖縄美らSUNリゾートが開業予定[7]
- 2024年(令和6年) 4月　豊見城市立豊崎中学校が伊良波中からの分離により開校予定。

## 施設

### 1番地
- 沖縄アウトレットモール・あしびなー
- 豊崎ライフスタイルセンターTOMITON
  - りうぼう豊崎食品館
  - スポーツデポ豊崎店

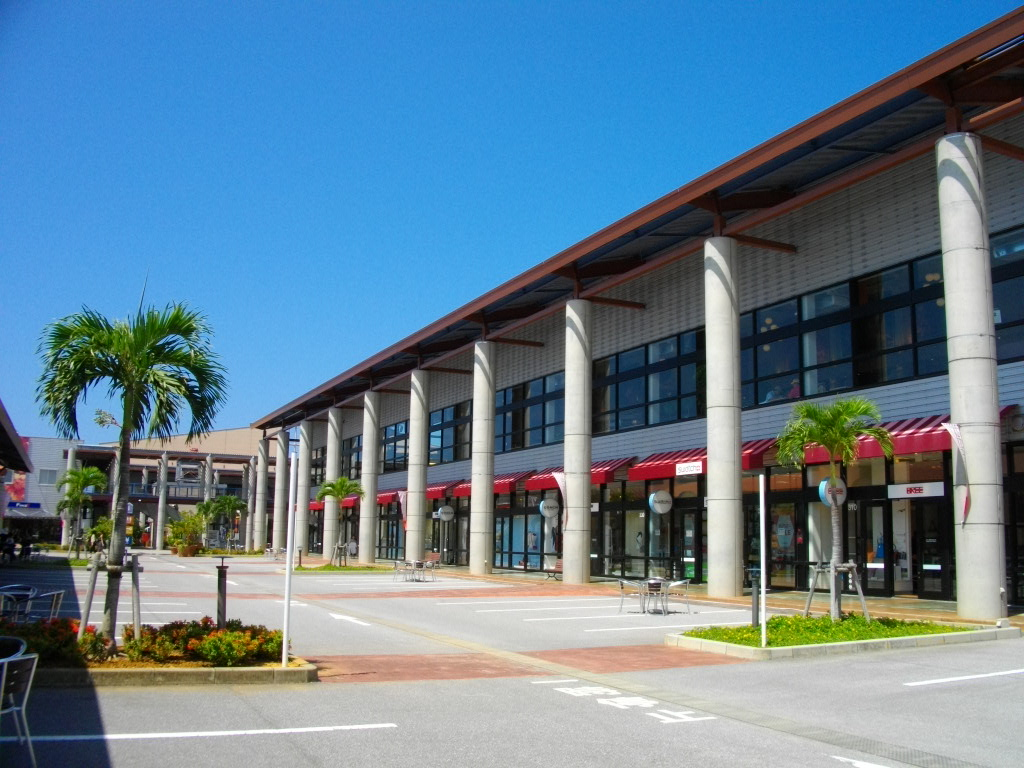
沖縄アウトレットモール・あしびなー

  - オリオン美らSUNオフィス（オリオンビール本社）
- ヤマダ電機テックランド豊見城店
- 戸田書店豊見城店（2020年1月13日に閉店）
- JAおきなわ食菜館　とよさき菜々色畑
- 道の駅豊崎
- 豊見城市観光プラザ「てぃぐま館」
- 九電工沖縄支店
- サンレー豊崎紫雲閣
- オリックスレンタカー那覇空港店
- 豊見城市立豊崎小学校
- 豊見城市立豊崎幼稚園
- 豊崎にじ公園
- 豊崎自治会館

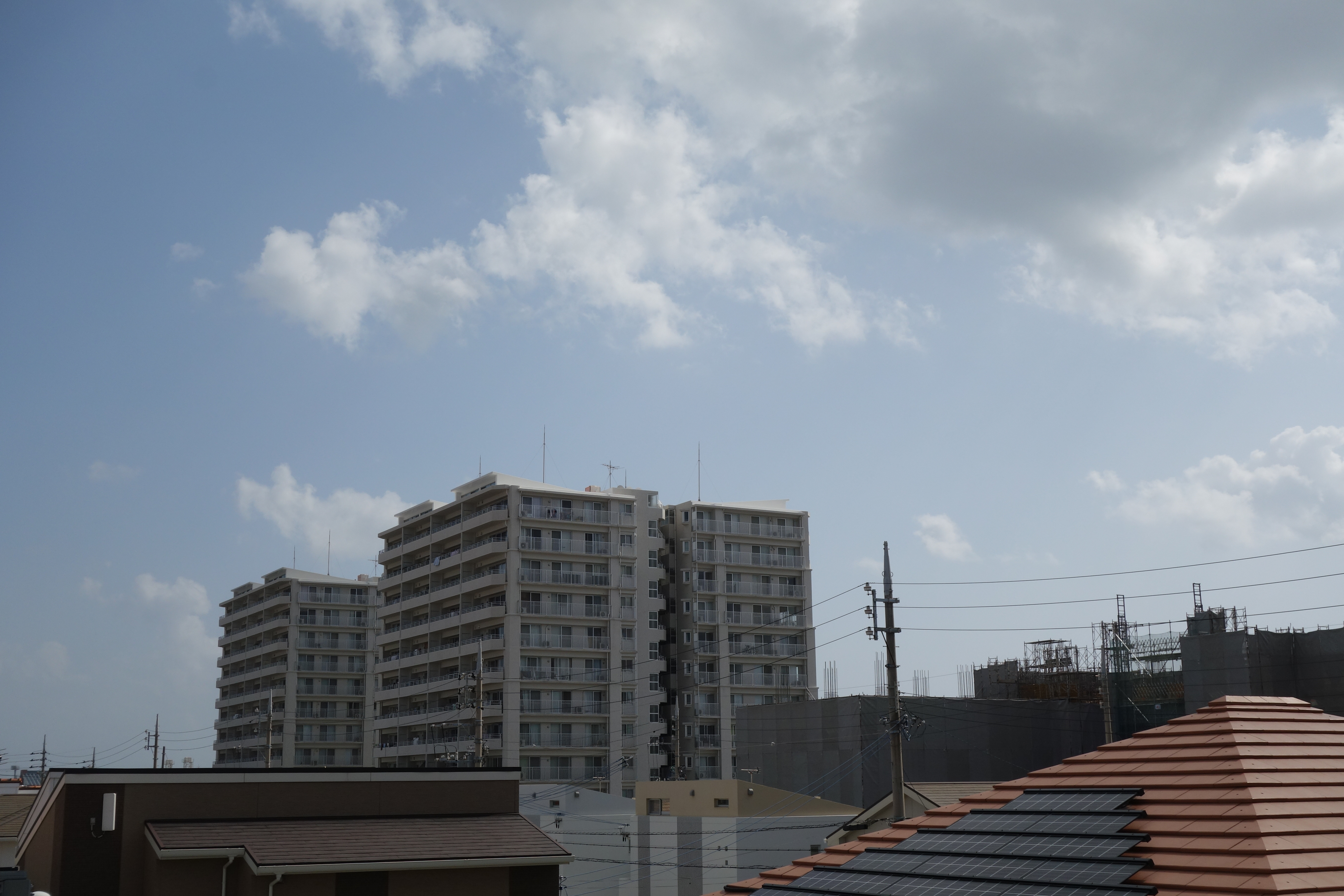
豊崎タウン　マンションの建設も進んでいる

マンションやアパート、戸建て住宅のある地区。住宅街の中に小さな沖縄そば屋や生パスタの店、カフェなどが散在している。

### 3番地
- iias沖縄豊崎[8]
  - DMMかりゆし水族館
  - SMALL WORLDS OKINAWA
  - STEM RESORT
- ニトリ豊見城店
- ホテルグランビューガーデン沖縄
- 沖縄県警察運転免許センター
- 琉球バス交通豊崎営業所
- 沖縄バス豊見城営業所
- 上間菓子店本社
- 上原ミート本社
- TOYOSAKIプラットフォームセンター(トヨプラ)[9]
- DMM RESORTS沖縄本社
- ヨナーズ本店
- ミヤギパッケージ本社
- 琉球通運航空本社
- いすゞ自動車九州沖縄支社
- 社会医療法人友愛会 豊見城中央病院附属健康管理センター

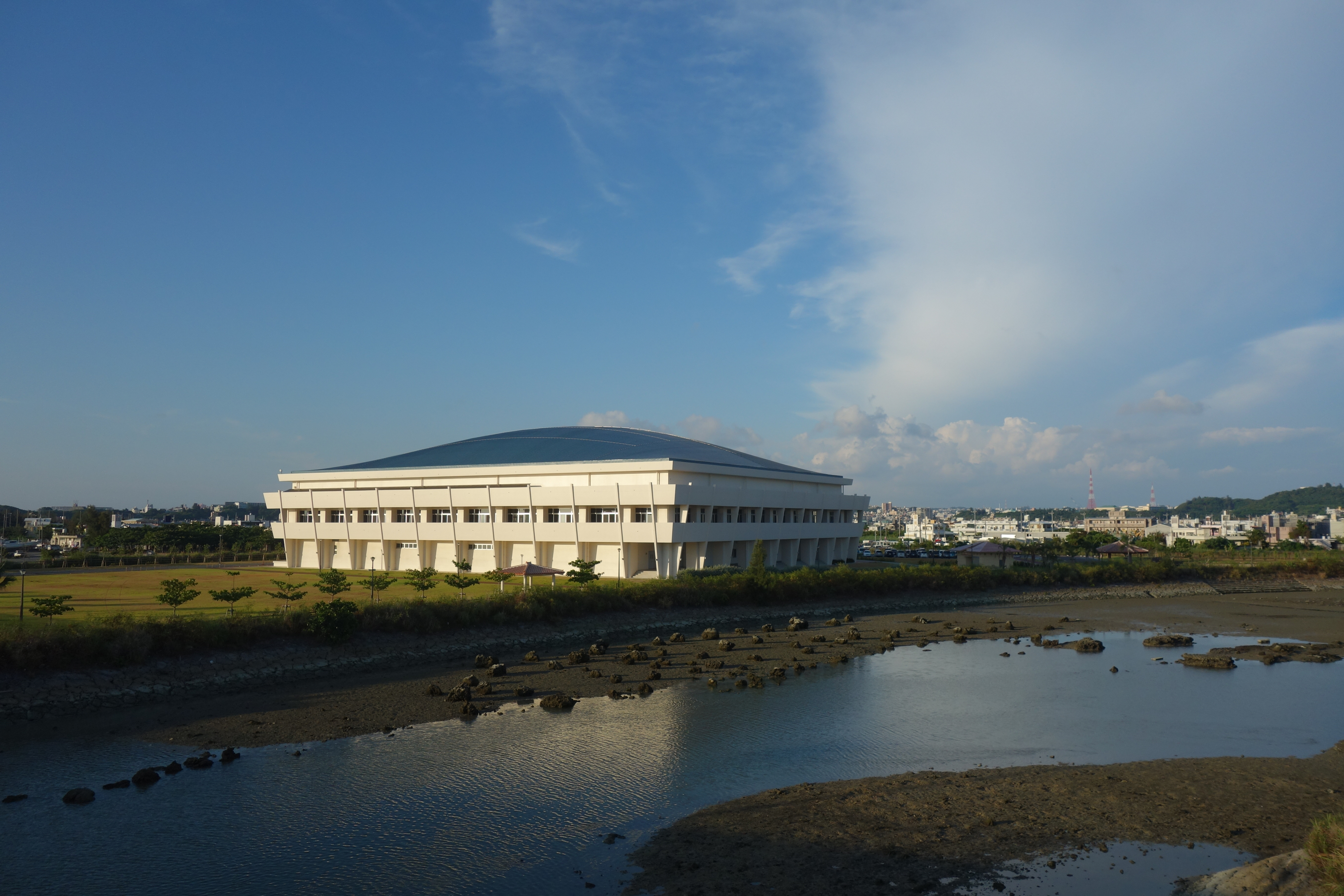
豊見城市民体育館

- ノースイーグル豊見城店
- サウスイーグル豊見城店
- OTSレンタカー営業本部

### 5番地
- 豊崎海浜公園
- オリオンECO美らSUNビーチ
- 豊見城市民体育館
- 豊崎海浜公園テニスコート

## 交通

### バス
- 豊崎美らSUNビーチ前または道の駅豊崎発着の路線（琉球バス交通）
  - 55番・牧港線
  - 56番・浦添線
  - 88番・宜野湾線
  - 98番・琉大（バイパス）線
  - 105番・豊見城市内一周線
  - 256番・浦添てだこ線

- 豊見城営業所発着の路線（沖縄バス）
  - 27番・屋慶名（大謝名）線
  - 32番・コンベンションセンター線
  - 39番・南城線
  - 43番・北谷線
  - 87番・赤嶺てだこ線

- イーアス沖縄豊崎発着の路線
  - 95番・空港あしびなー線（那覇バス）
  - TK02系統・ウミカジライナー（東京バス）

その他、東京バスの運行するTK01系統・ハーレーエクスプレスとTK03・琉球ホテルエアポートリムジンが豊崎地区を通過するが、豊崎地区内のバス停には停車しない。

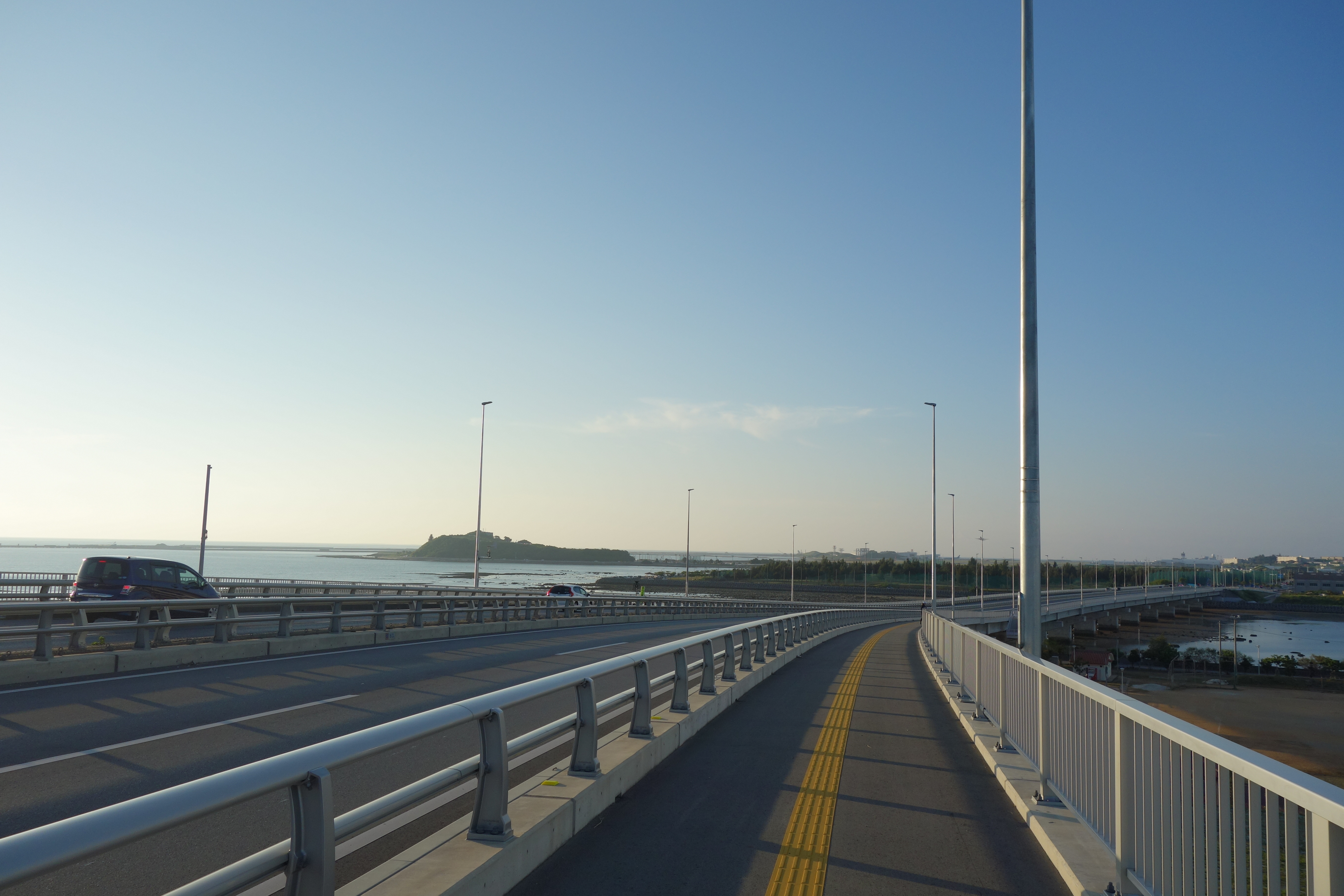
国道331号線（豊見城道路）

### 道路
- 国道331号線
  - 沖縄西海岸道路（豊見城道路） - 2016年に4車線化全面開通した[10]。

- 沖縄県道249号東風平豊見城線

## 土地利用
12.2haある「臨空港産業用地」の土地利用については、何度も計画が練られてきた。
2006年、チャーミング・リゾート沖縄（株）がショッピングセンター併設の観光リゾートホテル「ラグーンビレッジリゾートプロジェクト計画」を発表したが、2009年5月、親会社/ゼクスの経営不振に伴い開発断念。
同じく2006年、（株）ゼファーがMICE施設を核としたホテルリゾート「リゾートホテル＆アネックス＆チャペル＆コミュニティーセンター＆タイムシェアリゾート計画」を発表したが、2008年8月、ゼファーが民事再生したため、土地購入をキャンセルした。
2013年、県が構想する最大2万人規模の大型MICE（企業の報奨旅行や国際会議など）施設の候補地となり、2015年には、与那原町と西原町のマリンタウン地区とともに最終候補地となったが、東海岸地域の振興による県土の均衡ある発展や豊崎臨空港産業用地の民間による柔軟な開発発展の可能性などを理由にし、選定されなかった。
2016年、同用地の分譲先の5事業者を内定。以下の事業者である。
1. 大和ハウス工業　大型商業施設
2. 嘉新琉球開発合同会社　約４００室規模のホテルや海に面したチャペル、夜間のエンターテインメント施設を兼ねたショッピングセンター
3. ヨナーズホールディングス　温泉付きのシティーホテル、全国の特産品を集めた店舗や飲食店
4. 上原ミート　ブランド豚あぐーなどを使ったハムやソーセージの製造体験工場、イートインスペースを設ける
5. 名護パイン園　県産パイナップルやマンゴーを使った見学型の加工工場

　　北中城村の「イオンモール沖縄ライカム」（敷地面積約17.5ヘクタール）に次ぐ規模になるとみられ、本島南部最大の複合施設の計画となった。

2017年、大和ハウス工業が開発予定の大型商業施設敷地内に、「DMMかりゆし水族館（仮称）」が2020年上半期に開業することが決定した。
2019年2月、大和ハウス工業が2018年12月に着工した大型複合商業施設「（仮称）沖縄豊崎タウンプロジェクト」に本格着手したことが発表された。テナントは「DMMかりゆし水族館」の他、ミニチュアテーマパーク（予定）や大型スーパーマーケット、大型家電量販店等約170店舗となる。地上4階建て、敷地面積71,499㎡、建築面積35,809㎡、総延床面積135,000㎡で、2020年4月オープン予定であることも発表された。
2019年9月、嘉新琉球開発合同会社が手がけるホテルが「インターコンチネンタル沖縄美らSUNリゾート」（全373室）となることが分かった。当ホテルにはレストランやバーのほか、宴会場、チャペル、プールなどの施設を併設し、2023年開業予定。
2019年12月、沖縄豊崎タウンプロジェクトの名称が「iias(イーアス)沖縄豊崎」に決定し、沖縄初出店の「ロフト」やグローサラント型ショップ「AEON STYLE」など155店舗が出店することが決定した。
2020年5月25日にDMMかりゆし水族館が、6月19日にiias沖縄豊崎が開業。いずれも新型コロナウイルスの影響により開業が延期となった。